# Antoine Böhm
Pour les articles homonymes, voir Böhm.
Antoine Böhm, né en 1990, est un auteur français, critique et philosophe. Il travaille notamment sur les littératures politiques et révolutionnaires (principalement les écrits de Theodor W. Adorno, de Curzio Malaparte et de Pier Paolo Pasolini) et les liens entre les langues, les cultures et les systèmes de pensée.
Il collabore à La Revue littéraire des éditions Léo Scheer comme critique littéraire et nouvelliste. Il a écrit De Gandhi à Daech aux éditions Don Quichotte (Le Seuil) et un chapitre dans l'ouvrage collectif Le Livre des trahisons, sous la direction de Laurent de Sutter, aux Presses universitaires de France.

### Essais
- De Gandhi à Daech. Histoires honorables ou infâmes de guérillas, d'insurrections ou de déstabilisations, éditions Don Quichotte / Le Seuil, février 2016[2],[3],[4].
- « Une simple aubaine », chapitre de l'ouvrage collectif, sous la direction de Laurent de Sutter, Le Livre des trahisons, Presses universitaires de France, septembre 2016[5],[6].

### Articles
- « Cyrano est un homme debout, qui meurt debout », avec Gérald Garutti, mai 2014, revue Faribole.
- « Une autre histoire de Buffalo Bill Cody », septembre 2014, La Revue littéraire, éditions Léo Scheer.
- « Une vie de papier. Sur Roland Barthes », février 2015, La Revue littéraire, éditions Léo Scheer.
- « Une curieuse histoire de la confusion. Si les Chinois parlaient la langue de Babel », avril 2015, La Revue littéraire, éditions Léo Scheer.
- « Ce que coûte militairement la méconnaissance du terrain, de la population et des forces en présence : la leçon de Diên Biên Phu », 13 février 2016, Atlantico[7].
- « Vies sans légende de l'écrivain B. Traven », novembre 2016, La Revue littéraire, éditions Léo Scheer.